# عبد الباسط سلمان
عبد الباسط سلمان،  إعلامي عراقي ومخرج  وكاتب سيناريو، حاصل على درجة الدكتوراه.

## مولده ونشأته
ولد الدكتور عبد الباسط سلمان في بغداد بالعراق وسط عائلة تهتم بالأدب والثقافة. حصل على شهادة الدكتوراه في الإذاعة والتلفزيون، كما حصل على شهادة «ما بعد الدكتوراه» (بالإنجليزية: Post Doctorate)‏ في الإعلام الرقمي. 

## عمله
- أكاديمي منذ عام 1999 عندما كان يحاضر بقسم الإعلام في كلية الآداب بجامعة بغداد، لذا يعد الدكتور عبد الباسط من مؤسسي كلية الإعلام عام 2002.[4]
- وهو مدرس لمادة التقنيات الإعلامية، السيناريو، التصوير، الدراما.
- عمل محاضراً في العديد من الجامعات العربية والمعاهد والمراكز العلمية.
- وهو عضو لنقابة الصحفيين العراقيين.
- وعضو لنقابة الفنانين العراقيين.
- اُعتمد كمستشار إعلامي للحركة الكشفية العالمية، الإقليم العربي.
- حصل على لقب الـ«بروفيسور» الأستاذية في كلية الإعلام بجامعة بغداد عام 2011.

## أعماله الفنية
أخرج العديد من الأفلام الروائية والتسجيلية، وحصل على جوائز عديدة في مهرجانات عالمية ومحلية أهمها مهرجان بغداد الدولي للفيلم القصير، وذلك عن فيلمه قوس قزح أقوى من الحرب، ومهرجان الفيوم في مصر الذي حصل فيه على الجائزة الذهبية بفيلمه براءة تحترق عام 2001، ويعد المخرج عبد الباسط من مخرجي الجيل الجديد رغم عمله بالإخراج مدة 20 عاماً، كونه يتمتع بأسلوب حديث في إخراج أفلامه، حيث يعد فيلمه قوس قزح أقوى من الحرب الذي شارك بالعديد من المهرجانات العالمية، منها مهرجان كامبردج السينمائي في بريطانيا عام 2006 ومهرجان القاهرة لسينما الأطفال، يعد من الأفلام التي تعتمد الإشارة والرمز والاستعارة في التعبير الدرامي ضمن الاسلوب الحديث، وهذا الفيلم يتميز بالقدرة على التعبير المرئي والرمزي دون الحوار، وهو أول فيلم عراقي كارتوني درامي خالي من أي حوار، وبدأ المخرج عبد الباسط سلمان مشواره الفني كمصور فوتوغرافي وممثل لبعض المشاهد في الافلام السينمائية والتلفزيونية العراقية، بعدها عمل مساعدا للإنتاج وللإخراج مع كبار المخرجين العراقيين، كالمخرج كارلو هارتيون أو المخرج طارق الحمداني، وبعد أن حصل فيلمه ليلة ساخنة على جائزة أكاديمية الفنون الجميلة كمشروع لتخرجه من الكلية في عام 1996 أخرج عبد الباسط سلمان أول فيلم روائي طويل حول الفنون القتالية، وكان عنوانه حمى الأبطال واشترك في هذا الفيلم مجموعة من كبار نجوم السينما العراقية، كالفنان خليل الرفاعي أو الفنانة سليمة خضير، بعدها اهتم عبد الباسط سلمان في دراسته الأكاديمية لشعوره اليائس بالإنتاج الفيلمي في دولة يفرضها الحصار الاقتصادي، الذي طال على منع تجهيز معدات وتقنيات الفن السينمائي، وهو ما قاده لاستغلال الوقت في أن يكمل دراسة الدكتوراه ما بين جامعة بغداد وجامعة القاهرة في مصر، وخلال هذه المدة تمكن من أن يخرج مجموعة من البرامج التلفزيونية لصالح تلفزيون العراق، كبرنامج المسرح للجميع أو برنامج من ذاكرة الثقافة ومجموعه من الأفلام التسجيلية، وكذلك استطاع أن يلتحق بقناة العراق الفضائية ليخرج لها كماً من الأعمال والبرامج التلفزيونية، كأحلام جيل الحصار أو نوافذ فنية، ومن أهم محطات المخرج عبد الباسط سلمان محطاته الفوتوغرافية التي واكبته دائما، فحبه وولعه بالتصوير شجعه على إدراك التشكيل الجمالي والفني للصورة أو اللقطة، في العمل التلفزيوني، لذلك فان أغلب المشاهد التلفزيونية أو الفيلمية في أعمال المخرج عبد الباسط، كثيرا ما تتمتع بالتشكيلات الفوتوغرافية، كما أن ولعه بالتصوير قاده لان يؤلف كتابين لجامعة بغداد متخصصين بالتصوير الفوتوغرافي والفيلمي، وتحتفظ العديد من المكتبات العربية بهاتين الكتابين كمرجع أو مصدر علمي في مجال التصوير. وقام بإخراج أعمال فنية وتأليف بعض الكتب والبحوث العلمية، كإخراجه في عام 2012 مسرحية بعنوان العائلة المسيحية التي حققت شهرة ونجاحاً كبيراً، لينال تكريم وتقدير عالي من جهات حكومية وغير حكومية رفيعة، وكما قام بعرض المسرحية على المسرح الوطني بتقنية الـ" I MAX" كأول عرض ايماكس في تاريخ السينما العراقية، والمخرج عبد الباسط سلمان، وعرف عن عبد الباسط سلمان بأنه كثيراً ما يتقدم بمشاريع إستراتيجية كبيرة، كمشروعه في تأسيس وحدة لإنتاج الرسوم المتحركة للأطفال الذي قدمه إلى وزير الإعلام العراقي الأسبق الدكتور همام عبد الخالق والذي تحمس وقتها الوزير لتأسيس هذا المركز، إلا أن الحظ لم يحالفه في تنفيذ هذا المشروع وذلك لسوء الأوضاع السياسية آنذاك، وسقوط النظام إثر الاحتلال الأمريكي للعراق، وكذلك تقدم المخرج عبد الباسط سلمان بمشروع استراتيجي آخر، ألا وهو مشروع الديجيتال ميديا والذي تقدم به مؤخرا لتأسيس كلية رقمية معنية بتقنيات الديجيتال في السينما والإعلام، لإنشاء جيش إعلامي ديجيتال مهامه الدفاع عن الوطن كما جاء في مشروعه، حيث يرى عبد الباسط أن الحروب تحولت إلى إعلام كواقع حال، لاسيما وانه تنبأ بسقوط الأنظمة الدكتاتورية الحاكمة في دول الربيع العربي في كتابه ديجيتال الإعلام، كما يهتم بتطورات تكنولوجيا العصر في مجال الصحافة والسينما والتلفزيون، وذلك عن دراسته «دكتوراه الدولة» كما تسمى في بعض الدول، التي حصل عليها بعد إنجازه تفرغاً علمياً لمدة عام بالمعهد العالي للسينما (مصر) والجامعة الأمريكية بالقاهرة، اعتمدته رئاسة جامعة بغداد كرئيس تحرير موقع جامعة بغداد الإلكتروني، ليحقق وثبة هائلة وتقدم ملموس للموقع الإلكتروني بمدة قياسية، حيث تقدمت جامعة بغداد بأكثر من خمسة عشر ألف مرتبة بالتقويم العالمي، وكذلك اعتمد د.عبد الباسط سلمان كمستشار إعلامي للحركة الكشفية العالمية- الإقليم العربي، لينفذ للحركة مجموعة من الأعمال الإعلامية منها تأليفه وإخراجه لمجموعة من الأفلام الوثائقية كفيلم نحيا معا أو فيلم حديد أو مسرحية إنها الكشافة، كذلك للدكتور عبد الباسط مشاريع فنية كبيرة في مجال الإعلام إلا أنه لم يحظَ برعاية أو دعم من جهات كبرى لتنفيذ هذه المشاريع، كمشروعه لتنفيذ فيلم روائي طويل لوزارة الثقافة ضمن مشروع بغداد عاصمة الثقافة بعنوان طيارات يمتزج ما بين الروائية والانميشن وبتصوير ثلاثي الابعاد، ولأنه لم ينتمي إلى أحزاب أو تيارات سياسية، لم يجد الدعم لتنفيذ أفكاره ومشاريعه غير التقليدية التي يراها تحقق التميز والإبهار للمؤسسات أو لوطنه العراق، وقد تناولت وتابعت العديد من الصحف ووسائل الإعلام العراقية والعربية نشاطات المخرج عبد الباسط سلمان وأجرت معه حوارات فنية عن أعماله.

## إسهاماته الصحفية
له إسهامات صحفية كثيرة، كرئاسته لتحرير صحيفة الجامعة والمجتمع التي صدرت من جامعة بغداد، وكتابته لموضوعات صحفية بالصحف أو للعمود الصحفي، إضافة إلى مساهمته في نشر بعض الموضوعات العلمية المختصة بالإعلام والفن في بعض الصحف المحلية بالعراق، كما له حوارات هامة في الصحف والمجلات مع العديد من الفنانين العرب كالفنان عادل إمام والفنان كاظم الساهر والكاتب أسامة أنور عكاشة، إلا أن هذه النشاطات الصحفية لم تكن تمثل طموحات للمخرج عبد الباسط سلمان قدر ما كانت تجارب لتعزيز ثقته بنفسه، حيث قلص انخراطه بالصحافة بعد هذه الانجازات الصحفية، معتبرا أن الفن أسمى وأكبر من الصحافة، لينشغل في تدريس السيناريو والتصوير وتكنولوجيا الديجيتال في الإعلام أو التلفزيون.

## إسهاماته العلمية
للمخرج عبد الباسط سلمان كم كبير من البحوث العلمية والدراسات، كما أنه أشرف وناقش العديد من الرسائل والأطاريح العلمية لطلبة الدراسات العليا في جامعة بغداد، وأيضا له مشاركات علمية كثير في مجموعة من المؤتمرات العلمية في بعض البلدان العربية، منها المؤتمر العلمي للتسجيل في عام 2008 الذي ترأس به عبد الباسط سلمان الجلسة العلمية الافتتاحية للمؤتمر، والذي نظمته الجامعة الأمريكية بالقاهرة، وشاركت فيه أغلب جامعات الدول العربية.

## مؤلفاته
ألف الدكتور عبد الباسط أكثر من 15 كتاب علمي وأكاديمي، ونشرت له 9 كتب تهتم بالسينما والإعلام، أهمها:
- التصوير الصحفي: صدر في عام 2009 عن الدار الثقافية للنشر في القاهرة.
- الإخراج والسيناريو.
- سحر التصوير.
- التشويق ورؤيا الإخراج.
- عولمة القنوات الفضائية.
- ديجيتال الإعلام: تنبأ فيه بسقوط الأنظمة الديكتاتورية الحاكمة في الوطن العربي.
- السيناريو والنص: صدر في عام 2012 وتناول آخر التقنيات والآليات المعتمدة في كتابة النص والسيناريو والديكودراما، وذلك بعد دراسة متواصلة ما بين بغداد والمعهد العالي للسينما في مصر
- ديجيتال الإعلام: صدر في عام 2008 وهو كتاب في 400 صفحة.
- ملتيميديا الكشاف: صدر في عام 2009 لصالح الحركة العالمية الكشفية- الإقليم العربي.
- التصوير السينمائي للصحفي الحر: صدر عام 2017 تناول دور التصوير في عمل الصحفي الحر، وكذلك تناول عمل المراسل والتصوير
- ادوات الناقد السينمائي المعاصر: 2017 ط1 وتناول النقد وحداثوية العصر للاعمال الفيلمية ومزايا وصفات الناقد والنقد والتحليل حداثويا
- لغة الفوتوغراف وتصنيع الفيلم:2018 وتناول تطورات التصوير والإنارة لصنع الصورة وفق المعايير المهنية في صناعة الافلام السينمائية

## وصلات خارجية
- عبد الباسط سلمان  على فيسبوك.
- قوس قزح أقوى من الحرب.
- العائلة المسيحية  على فيسبوك.